# 카와카미 유
카와카미 유(森野雫, 1982년 3월 3일 ~, D컵)는 일본의 AV 여배우다. 2004년에 데뷔했으며 2021년 현재까지 약 1000편의 작품을 찍었다.